# Hongkonggriep
De Hongkonggriep, ook wel bekend als de Maogriep, was een grieppandemie die uitbrak in 1968 in Hongkong en naar schatting 1 miljoen slachtoffers heeft geëist. Mogelijk brak de epidemie uit in het vasteland van China voordat het zich verspreidde naar Hongkong, maar dit is niet bevestigd.
De Hongkonggriep is een subtype van het H3N2 influenza A-virus, waarbij de 'H' staat voor het type hemagglutinine eiwit op de eiwitmantel en de 'N' voor het type neuraminidase eiwit. 
Het 'originele' virus is van het subtype H2N2 dat medio 1957 de Aziatische griep heeft veroorzaakt. Dit virus is door de jaren heen gemuteerd (zie Antigene shift) en zo is het H3N2-virus gevormd. Overigens is het H3N2-virus van origine een vogelgriepvirus, derhalve wordt het gerekend tot de aviaire influenza.
De eerste melding van de griep werd gedaan op 13 juli 1968 in Hong Kong. De uitbraak in Hong Kong bereikte de maximale intensiteit binnen twee weken en duurde in totaal zes weken. 15% van de bevolking raakte besmet. Er werd geen oversterfte vastgesteld. De uitbraak begon op het Chinese vasteland. Eind juli 1968 volgden Vietnam en Singapore. In september bereikte de griep India, de Filipijnen, Noord-Australië en Europa. Diezelfde maand kwam het virus Californië binnen via teruggekeerde Vietnamoorlogstroepen, maar het werd pas in december 1968 wijdverspreid in de Verenigde Staten. In 1969 bereikte het virus Japan, Afrika en Zuid-Amerika. Wereldwijd was de besmetting het ergst in december 1968 en januari 1969. De mortaliteit was relatief laag, per besmetting lager dan 0,5%.

## Jaarlijkse griep
Anno 2006 wordt ervan uitgegaan dat de Hongkonggriep is uitgestorven, maar de 'gewone griep' of de 'jaarlijkse griep' is nog steeds een variant van het subtype H3N2 of H1N1 (dat de Spaanse griep heeft veroorzaakt). De dominante streng griepvirussen voor januari 2006 is van het subtype H3N2. De jaarlijkse griepvaccins worden afgestemd op de verwachte dominante strengen van het H3N2- of H1N1-virus.
Resistentie tegen antivirale medicijnen met de werkzame stof zanamivir is bij het H3N2-virus toegenomen van 1% in 1994, 12% in 2003 tot 94% in 2005.

## Reassortmentmet H5N1
Het H3N2-virus wordt geacht endemisch te zijn bij varkens. Dit betekent dat varkens het virus bij zich dragen zonder er noodzakelijkerwijs ziek van te worden. Dit vormt een groot risico wanneer het H5N1-vogelgriepvirus zou overspringen naar varkens. Dan kunnen de kenmerken van het H3N2- en het H5N1-virus zich vermengen en zo een variant vormen die zeer besmettelijk is voor de mens. Dit proces heet in jargon reassortment. Een dergelijke, nieuwe hoogpathogene variant van het H5N1-virus zou een pandemie onder mensen kunnen veroorzaken.